# Recouvrement (mathématiques)
Pour les articles homonymes, voir Recouvrement.
Un recouvrement d'un ensemble E est une famille (Xi)i∈I d'ensembles dont l'union contient E, c'est-à-dire telle que tout élément de E appartient à au moins l'un des Xi.

## Cas particuliers
Certains auteurs imposent de plus que les Xi soient des sous-ensembles de E. Dans ce cas, les Xi forment un recouvrement de E (si et) seulement si leur union est égale à E, et une partition de E s'ils sont de plus non vides et deux à deux disjoints. Par exemple, pour E = {1, 2, 3, 4}, la famille (∅, {1, 2, 3}, {3, 4}) n'est qu'un recouvrement alors que ({1, 2}, {3, 4}) est une partition.
En topologie, un « recouvrement ouvert » d'une partie E d'un espace topologique X est un recouvrement de E par des ouverts Oi de X ou, ce qui revient au même, par des ouverts Oi∩ E de E pour la topologie induite.

## Applications
Le recouvrement permet de décrire des problématiques industrielles, telle que la mise en place d'emploi du temps ou la planification routière.
Des problèmes de théorie des graphes, telles que le recouvrement par nœuds, peuvent aussi être décrits par ce paradigme.